# Priconodon
Priconodon és un gènere extint de dinosaure (potser un nodosàurid), conegut per les seves grans dents. Les seves restes s'han trobat al període Aptià-Albià del Cretaci en la Formació Arundel de Muirkirk, Maryland, Estats Units.

## Història
O. C. Marsh va donar nom al gènere per a USNM 2135, una gran dent trobada a la Formació Potomac. Com en aquells temps no es coneixien bé els ankylosauriae, ell els va comparar amb dents del Diracodon (=Stegosaurus). No va ser identificat com un ankylosaurià fins que Walter Coombs l'assignà als Nodosauridae el 1978.

## Material

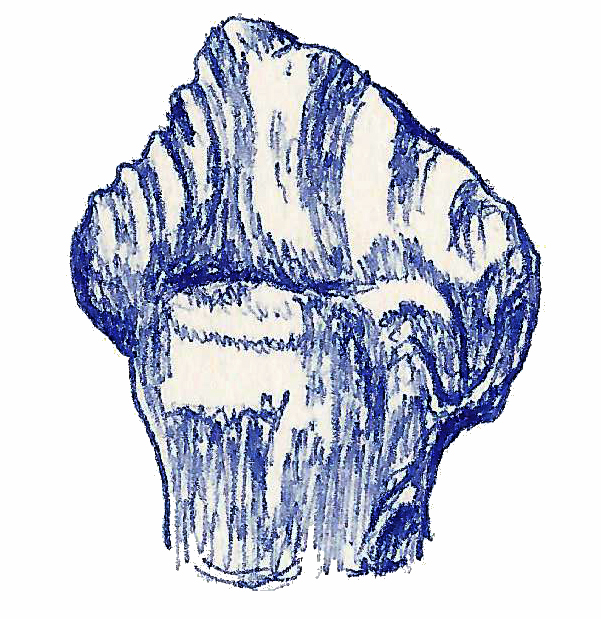
Dent

Carpenter i Kirkland (1998) van llistar 12 dents addicionals de la mateixa zona com dents de l'holotip.

## Paleobiologia
Com a nodosàurid, Priconodon podria haver estat un quadrúpede herbívor armat i lent. Només amb les dents no es pot saber la seva mida.